# Companyia Anònima Manresana d'Electricitat
La Companyia Anònima Manresana d'Electricitat (CAME) era l'empresa local d'electricitat que durant anys va subministrar electricitat a Manresa fundada en 1894. Anomenada popularment l'anònima tenia la seu en un edifici industrial al final del carrer de la Dama a Manresa. Ja fa molt anys que l'anònima va desaparèixer dins les successives absorcions d'empreses que la van portar a entrar dins de FECSA i més tard, aquesta, a ser absorbida per l'actual Endesa.
L'edifici de l'anònima i la seva xemeneia encara existeixen però el record de l'empresa és molt feble. Però encara hi ha petits detalls que recorden encara el nom de l'antiga empresa. Un d'aquests és la placa metàl·lica que encara queda en un transformador elèctric del barri de la Guia. Un transformador elèctric que, curiosament, encara funciona amb el mateix número que utilitzava l'anònima el 323, utilitzat ara per la companyia actual que gestiona el transformador.